# Pedicularis filicifolia
Pedicularis filicifolia är en snyltrotsväxtart som beskrevs av William Botting Hemsley. Pedicularis filicifolia ingår i släktet spiror, och familjen snyltrotsväxter. Inga underarter finns listade i Catalogue of Life.